# Жовта профспілка
Жовта профспілка (англ. yellow union; нім. Gelbe Gewerkschaft) — профспілка, лідери якої проводять політику співпраці робітників і роботодавців, з метою профілактики конфліктів на виробництві. Спочатку жовтими профспілками називалися штрейкбрехерські профспілки, що створювалися підприємцями для розколу робітничих союзів і зриву страйкової боротьби. Ймовірно, що термін «жовта профспілка» виник під час страйку в Монсо-ле-мін (Франція) в 1887, коли роботодавці створили профспілку для зриву страйку; члени цього союзу засідали в приміщенні, в якому вікно було заклеєне жовтим папером (замість скла, розбитого страйками). Протиставляється червоній профспілці, члени-робітники якої постійно перебувають у класовій боротьбі з підприємцями.